# Pseudoazulene
| Pseudoazulene |
| ------------- |
| Oxalen        |
| Thialen       |
| Azalen        |

| Azulen |
| ------ |
| Azulen |

Pseudoazulene sind mit dem nichtbenzoiden aromatischen Kohlenwasserstoff Azulenen verwandte isoelektronische Heteroaromaten mit zehn {\displaystyle \pi }-Elektronen. Wenn man im Cycloheptatrienring des Azulenmoleküls formal eine C=C-Gruppierung durch ein Heteroatom (O, S, NR) austauscht, erhält man ein Pseudoazulen:
- Oxalene,
- Thialene und
- Azalene.

Die Pseudoazulene – besonders wenig substituierte – sind weniger stabil als Azulene.

## Reaktivität
Die elektrophile Substitution (Bromierung, Nitrierung, Vilsmeier-Formylierung) ist bekannt und ebenso die bei den Azulenen bekannte Substitution am Fünfring.